# Casa consistorial de Gibraltar
La casa consistorial de Gibraltar (en inglés, Gibraltar City Hall) está situada en el centro de la localidad, en el lado oeste de la plaza de John Mackintosh y es la residencia oficial del alcalde de Gibraltar.

## Historia

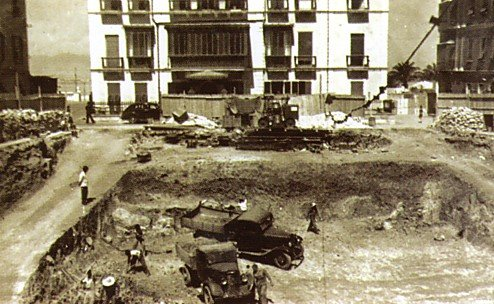
Construcción de la actual plaza en 1922. Se aprecia el ayuntamiento detrás.

Originalmente, el edificio era una mansión construida en 1819 por Aarón Cardozo, un próspero comerciante de origen luso-sefardí, asentado en Gibraltar. En esta época, era la mansión privada más grande de Gibraltar. Con una altura de tres plantas, la casa dominaba la plaza de John Mackintosh.
Fue construida en el lugar donde se encontraba un antiguo hospital y la capilla de la Santa Misericordia, posteriormente convertida en prisión. Al no ser protestante, a Cardozo no le estaba legalmente permitido tener propiedades en Gibraltar. Sin embargo, debido a su amistad con Horatio Nelson, le fue permitido construir una casa en la Alameda con la condición de que fuera un ornamento para la plaza.
Después de su muerte en 1834, la mansión fue convertida en el Club House Hotel. Más adelante fue comprada en 1874 por Pablo Antonio Larios, comerciante y banquero nacido en Gibraltar, pero miembro de la poderosa familia malagueña de los Larios, quien la reformó completamente. En 1922, su hijo Pablo Larios, Marqués de Marzales, vendió el edificio a las autoridades coloniales de Gibraltar, que pretendían convertirlo en sede de correos. Sin embargo, finalmente sirvió como sede del recientemente creado Ayuntamiento de Gibraltar. El edificio fue posteriormente ampliado con una planta adicional y una nueva ala hacia el norte, modificando así su simetría original.